# Danny Galm
Danny Galm (* 17. März 1986 in Miltenberg) ist ein ehemaliger deutscher Fußballspieler und heutiger -trainer.

## Karriere als Spieler
Galm erlernte das Fußballspielen beim TSV Amorbach, bevor er zu den Junioren von Kickers Offenbach, TSV 1860 München und dem VfB Stuttgart wechselte. Für den VfB Stuttgart spielte er 38 Mal in der A-Junioren-Bundesliga und schoss dabei 27 Tore. Im Jahr 2005 wurde er Deutscher A-Jugendmeister mit dem VfB Stuttgart und war Torschützenkönig.
Noch während seiner Juniorenzeit kam Danny Galm ab der Saison 2004/05 bereits in der Zweiten Mannschaft des VfB Stuttgart in der Regionalliga Süd zum Einsatz. 2007 wechselte er für ein Jahr zu Eintracht Frankfurt II in die Hessenliga, bevor er sich im Sommer 2008 der in der Regionalliga Nord spielenden 2. Mannschaft von Energie Cottbus anschloss.
In der ersten Hälfte des Jahres 2009 spielte Galm auf Leihbasis bei den Stuttgarter Kickers in der 3. Liga. Sein Profidebüt gab er am 5. Februar 2009 bei der 0:2-Auswärtsniederlage der Stuttgarter Kickers gegen Fortuna Düsseldorf. In der Saison 2009/10 spielte er bei der zweiten Mannschaft des 1. FC Kaiserslautern in der Regionalliga West.
2010 warf ihn eine Bandscheibenoperation ein Jahr aus der Bahn und er war arbeitslos. 2011 hielt er sich im Sommercamp für vereinslose Fußballspieler in einer Duisburger Sportschule, organisiert von der Spielergewerkschaft Vereinigung der Vertragsfußballspieler (VDV), fit.
Ab dem 29. Oktober 2011 spielte er für die SpVgg Neckarelz in der Oberliga Baden-Württemberg. Nach Rang drei im ersten Jahr wurde er mit dem Verein in der Saison 2012/13 Meister der Oberliga und stieg in die Regionalliga Südwest auf. Im Januar 2016 wechselte er zur Viktoria Aschaffenburg und beendete seine Karriere als Spieler in der Saison 2015/16 in der Regionalliga Bayern.

## Karriere als Trainer
Ab 2013 trainierte Galm neben seiner Tätigkeit als Spieler die U-19-Mannschaft der SpVgg Neckarelz. Außerdem machte er zu dieser Zeit die Trainerscheine bis zur A-Lizenz. Nach dem Ende seiner Spielerkarriere trainierte er ab der Saison 2016/17 die U-16-Mannschaft der TSG 1899 Hoffenheim. Zu Beginn des Jahres 2018 übernahm er die in der B-Junioren-Bundesliga spielende U-17-Mannschaft, als deren vorheriger Trainer Pellegrino Matarazzo neuer Co-Trainer von Julian Nagelsmann bei der Profimannschaft der TSG wurde. In den Spielzeiten 2018/19 und 2019/20 erreichte er mit der U-17-Mannschaft in der Bundesliga Süd/Südwest jeweils den zweiten Platz und in der Saison 2018/19 zudem die Auszeichnung als Torschützenkönig für den Spieler Maximilian Beier.
In der Saison 2020/21 nahm Galm an der Ausbildung des DFB zum Fußballlehrer teil. Neben dieser Ausbildung trainierte er zunächst die U-16-Mannschaft der TSG 1899 Hoffenheim, während der vorherige U-16-Trainer Kai Herdling die U-17-Mannschaft übernahm. Als Herdling im Oktober 2020 neuer Trainer der U-23-Mannschaft wurde, kehrte Galm als Trainer zur U-17-Mannschaft zurück. Nach zwei Spielen unter seiner Leitung wurde die Saison wegen der COVID-19-Pandemie in Deutschland unterbrochen.
Im Mai 2021 schloss Galm seine Ausbildung zum Fußballlehrer erfolgreich ab. Von 2021 bis 2023 trainierte er die U19-Mannschaft des FC Bayern München in der A-Junioren-Bundesliga.
Zur Saison 2023/24 übernahm Galm den Drittligisten SV Sandhausen. Bereits im Oktober 2023 wurde er – nach nur 12 Spielen beim Zweitliga-Absteiger – von seinem Posten entbunden.

## Erfolge als Spieler
- Deutscher Vize-B-Jugendmeister mit dem VfB Stuttgart 2003
- Deutscher A-Jugendmeister mit dem VfB Stuttgart und Torschützenkönig der A-Junioren-Bundesliga Staffel Süd/Südwest 2005
- Meister der Oberliga Baden-Württemberg 2013 mit der SpVgg Neckarelz

## Privates
Danny Galm entstammt einer Fußballerfamilie, hat einen jüngeren Bruder und ist ausgebildeter Sport- und Fitnesskaufmann. Er hat drei Kinder. Sein Onkel war in den 1980er Jahren unter anderem für den VfR Mannheim als Stürmer aktiv.

## Film
Zweikämpfer. 2016. 94 Minuten, Dokumentarfilm über vereinslose Fußballer von Mehdi Benhadj-Djilali. Galm hat eine Nebenrolle in diesem Film.